# 나미키 시로
나미키 시로(일본어: 並樹史朗, 1957년 9월 21일 ~ )는 일본의 배우이다.

## 출연 작품

### 드라마
- 대하드라마 (NHK)
  - 2009년 《천지인》 - 이노우에 타카히로 역
  - 2010년 《료마전》 - 상인(万屋) 오츠야 역
  - 2012년 《타이라노 키요모리》 - 후지와라노 키미노리(산죠 키미노리) 역

### 영화
- 1997년 《웰컴 미스터 맥도날드》 - 호사카 타쿠(아나운서) 역